# Jagdstaffel 52
A Jagdstaffel 52, conhecida também por Jasta 52, foi um esquadra de aeronaves da Luftstreitkräfte, o braço aéreo das forças armadas alemãs durante a Primeira Guerra Mundial. A esquadra abateu 42 aeronaves inimigas durante a sua existência.